# Blascosancho
Blascosancho es un municipio y localidad española de la provincia de Ávila, en la comunidad autónoma de Castilla y León. El término municipal tiene una población de 100 habitantes (INE 2024).

## Geografía
Está situado en La Moraña, comarca que viene a ocupar el norte de la provincia y que, tras abandonar los montañosos parajes del sistema central, se adentra en la cuenca del Duero inaugurando la planicie castellana.

## Historia
Hacia mediados del siglo XIX, el lugar tenía contabilizada una población de 288 habitantes. La localidad aparece descrita en el cuarto volumen del Diccionario geográfico-estadístico-histórico de España y sus posesiones de Ultramar de Pascual Madoz de la siguiente manera:

BLASCOSANCHO: l. con ayunt. de la prov. adm. de rent. y dióc. de Avila (4 1/2 leg.), part. jud. de Arévalo (4), aud. terr. de Madrid (15), c. g. de Castilla la Vieja (Valladolid 15): sit. en terreno bastante llano; le combaten todos los vientos, y su clima prod. fiebres intermitentes. Tiene 70 casas de mediana construccion y con las comodidades necesarias al género de vida de sus hab.; un palacio del conde de Cerbellon en buen estado; una plaza que forma un cuadrilongo; escuela de instruccion primaria, comun á ambos sexos; una ermita (San Boque), destinada hoy para campo-santo, y una igl. parr. (San Boal Mártir), servida por un párroco, cuyo curato de segundo ascenso, es de presentacion de S. M. en los meses apostólicos, y del ob. en los ordinarios con arreglo al concordato; en los afueras, y á dist. de 200 pasos, hay una hermosa fuente, de la que se utiliza el vecindario para sus usos, y una laguna llamada de la Fuente, por proceder de ella, que sirve para los ganados. El térm. se estiende 1/4 de leg. y confina N. Paxares; E. Sanchidrian; S. Velayos y Villa de la Vega, y O. Villanueva de Gomez. El terreno en lo general es llano á escepcion de algunas irregularidades de corta consideracion; abraza 3,100 fan. cultivables, y 50 incultas; de las primeras 500 de primera suerte, destinadas á trigo y cebada; 1,400 de segunda, á trigo y algarrobas, y 1,200 de tercera á centeno; se siembra cada año la mitad de las fan., quedando en descanso la otra mitad; hay algunos pastos, y al O. un pinar perteneciente á los propios; el arroyo llamado del Valle pasa á las inmediaciones del pueblo, su curso de S. á N., se interrumpe por su escaso caudal en la estación del estio; tiene su origen en térm de Villa Dei de las Gordillas 1 1/4 leg. de esta pobl. caminos: ademas de los de pueblo á pueblo, pasa por este la calzada de Salamanca á Madrid, y al E., como á 450 pasos, la de Valladolid á Toledo. prod.: lo ya referido, garbanzos y legumbres; cria ganado lanar y vacuno; hay caza de liebres y algun lobo. ind.: agricultura. comercio: esportacion de los frutos sobrantes para los mercados de Avila, en cuyo punto y en el de Arévalo, se surten los hab. de este pueblo de todo lo necesario. pobl.: 68 vec., 288 alm. cap. prod.: 425,000 rs. imp.: 17,000. ind. y fabril 1,200. contr.: 7,901 rs. con 24 mrs.
(Madoz, 1846, p. 729)

## Demografía
Blascosancho cuenta con una población de 100 habitantes (INE 2024).
| Gráfica de evolución demográfica de Blascosancho entre 1842 y 2021 |
| |
| Población de derecho según los censos de población del INE. Población de hecho según los censos de población del INE.En este censo se denominaba Blasco Sancho: 1842. |

## Patrimonio
En la localidad hay una iglesia parroquial bajo la advocación de San Boal Mártir.